# لنفوسیت تی کشنده

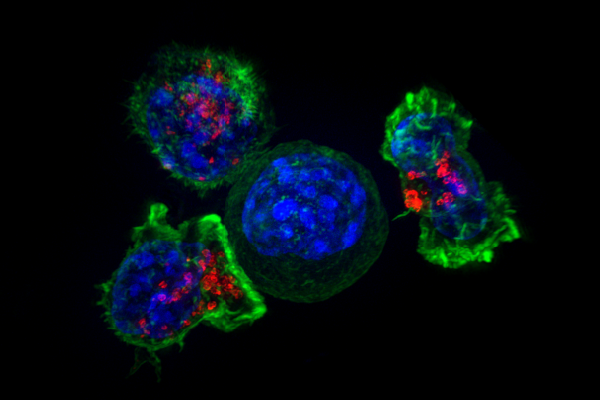
لنفوسیت تی کشنده

سلول T سمی یا لنفوسیت T سمی یا سلول T کشنده یا سلول CD8+ T (به انگلیسی: cytotoxic T cell یا killer T cell یا Tc cells) یکی از انواع لنفوسیت تی و نوعی گلبول سفید است که سلول‌های سرطانی، سلول‌هایی که آلوده شدند (مخصوصاً به وسیله ویروس)، یا سلول‌هایی که به شکلی دیگر آسیب دیده‌اند را می‌کشد.
در بیماری ایدز، واکنش یک سلول CD8+ T سالم هر چند که ویروس HIV را از بین نمی‌برد اما باعث می‌شود بیماری با سرعت کمتری پیشرفت کند و بهتر بتوان بیماری را شناسایی کرد.